# Gare d’Éloyes
Gare d’Éloyes vasútállomás Franciaországban, Éloyes településen.

## Vasútvonalak
Az állomást az alábbi vasútvonalak érintik:
- Épinal-Bussang-vasútvonal

## Kapcsolódó állomások
A vasútállomáshoz az alábbi állomások vannak a legközelebb:
- Gare d’Arches
- Gare de Saint-Nabord
- Gare de Pouxeux